# Pedicularis allorrhampha
Pedicularis allorrhampha är en snyltrotsväxtart som beskrevs av Aleksei Ivanovich Vvedensky. Pedicularis allorrhampha ingår i släktet spiror, och familjen snyltrotsväxter. Inga underarter finns listade i Catalogue of Life.